# Kakka
Kakka ist eine Botengottheit und eine der niederen Gottheiten, die in der akkadischen und babylonischen Mythologie zu finden ist. Kakka wird in zahlreichen mesopotamischen Schriften erwähnt, in denen er oft zusammen mit einem anderen Botschaftergott, Nuska, erscheint, der verschiedenen Herren dient.
In einer Version der Inschrift Nergal und Ereškigal, die im Tempel von Sultantepe gefunden wurde, ist Kakka das Visier der Gottheit Anu, der mit Nergal und Namtar reist. Sie folgen einem Weg, der von der Unterwelt zum Himmelstor führt. Laut der Geschichte befiehlt Anšar Kakka, die Botschaft an die männliche Gottheit Laḫmu und die weibliche Gottheit Laḫamu weiterzuleiten.
In einem der bedeutendsten epischen Werke der akkadischen Literatur, dem Enūma eliš, hat Kakka als Bote eine bedeutende Rolle inne. Bei der Organisation des Kampfes der Götter gegen das Urmeer Tiamat muss er als Bote des Anšar eine Götterversammlung einberufen. Dazu besucht er diese einzeln nacheinander und berichtet ihnen von den Vorkommnissen und der Forderung des jungen Gottes Marduk, der als Dank für sein Eingreifen die Führungsrolle unter den Göttern einfordert. Die Götterversammlung soll dem Marduk, der durch seine „Spielzeuge“, die vier Winde, den Konflikt mit der Urgottheit Tiamat erst ausgelöst hatte, dessen Schicksal bestimmen. Kakka schildert im Epos mehrfach in derselben Weise verschiedenen Gottheiten die Probleme und ist damit eine längere Zeit sehr präsent. Nach dem Zusammentreffen der Versammlung bestimmen die gut gelaunten Götter Marduk auch dessen Schicksal. Schließlich besiegt dieser die Feinde der Ordnung und wird neuer oberster Gott des Pantheons.
Ein Zentrum der kultischen Verehrung der Gottheit Kakka scheint in den Gebieten der Städte Terqa und Mari im Osten des heutigen Syrien gelegen zu haben.